# Carl Mühlenpfordt
Carl Mühlenpfordt, född 12 februari 1878 i Blankenburg, död 19 januari 1944 i Lübeck, var en tysk arkitekt, ämbetsman och högskolelärare. Han studerade arkitektur på Technische Universität Braunschweig och blev 1910 Baurat i Lübeck och 1914 utsågs han till professor på Technische Hochschule i Braunschweig. Mühlenpfordt ritade en rad byggnader i Lübeck, bland annat byggnader på Vorwerks begravningsplats i Lübeck och byggnader för Drägerwerk.